# 백신중학교
백신중학교(白新中學校)는 대한민국 경기도 고양시 일산동구 마두동에 있는 공립 중학교이다.

## 학교 연혁
- 1989년 6월 20일 : 설립계획 승인 및 수용계획 확정(인가 15학급, 완성시 30학급)
- 1992년 9월 1일 : 백신중학교 개교, 초대 양수현 교장 취임
- 1993년 2월 16일 : 제1회 졸업식
- 2006년 12월 15일 : 다목적실(지성관) 및 도서관(형설관) 개관
- 2020년 3월 1일 : 제10대 양복순 교장 취임
- 2021년 1월 12일 : 제29회 졸업식 (251명) 총 졸업생 14,276명
- 2021년 3월 2일 : 신입생 275명 입학 (남 131명, 여 144명)

## 참고 자료
- 백신중학교 - 한국교육학술정보원 학교알리미